# Kyneria utuadae
Kyneria utuadae là một loài bướm đêm trong họ Noctuidae.